# Keltski jezici
Keltski jezici su jezici potekli od proto keltskog ili običnog keltskog, jedne grane veće zajednice indoeuropskih jezika. Tijekom 1. tisućljeća pr. Krista, keltske se jezike govorilo diljem Europe, od Biskajskog zaljeva i Sjevernog mora, sve do Rajne i niz Dunav do Crnoga mora i gornjega dijela Balkanskog poluotoka pa i u Maloj Aziji (Galacija). Danas, keltski su jezici ograničeni na nekoliko dijelova Britanskog otočja, istočnu Kanadu, Patagoniju, raštrkane grupe u SAD-u i Australiji i na poluotoku Bretanji u Francuskoj. Na popisu je 7 jezika.
Proto-keltski je naoko podijeljen u četiri manje porodice:
- galski i njegovi bliski srodnici, lepontski, norički i galaćanski. Ovi su jezici nekad bili govoreni u širokom luku od Francuske do Turske i od Belgije do sjeverne Italije.

- keltiberski, u prastara doba govorilo ga se na Pirenejskom poluotoku, posebice na područjima Portugala, Galicije, Aragonije, Asturije i Leóna.

- goidelski jezici, uključujući irski, škotski gaelski, i manski jezik.

- britonski jezici, uključujući velški, bretonski, kornički, kumbrijski, hipotetični ivernijski jezik, i također mogući piktski jezik.

Znanstvena obrada keltskih jezika bila je relativno argumentirana zbog manjku primarnog izvora informacija. Neki učenjaci dijele kontinentalni i otočni keltski, dokazivajući da se razlika među goidelskim i britonskim jezicima pojavila nakon razdijele tih jezika od kontinentalnih keltskh jezika. Drugi učenjaci razlučuju P-keltski od Q-keltskog, stavljajući većinu kontinentalnih keltskig jezika u prvu grupu (osim keltiberskog, koji je Q-keltski).
Bretonski jezik je britonski, ne galski. Kada su se anglo-saksonci preselili u Veliku Britaniju neki od starosjedilačkih Britonaca ili Velšana (od germanske riječi za strance) utekli su preko kanala La Manche i dostigli u Bretanju. Donijeli su svoj britonski jezik zajedno sa sobom, koji je evoluirao u bretonski jezik - koji je još uvijek djelomice razumljiv modernom velškom i korničkom.
Podijela keltskog jezika u ove manje jezične obitelji vjerojatno se dogodila oko 1000.g.pr. Krista. Rani kelti su uobičajeno vežu za arheološke kulture: kulture Urnfield, Hallstatt i La Tène.

### Razvrstavanje
Postoje dvije suprotstavljene sheme kategorizacije. Jedna postavka, koju dokazuje Schmidt (1988) među ostalome, povezuje galski s britonskim jezicima u P-keltski čvor, ostavljajući goidelske kao Q-keltski. Razlika između P i Q keltskog je obrada proto-keltskog *kw, koji je postao *p u P-keltskim jezicima, ali *k u goidelskim. Primjer je proto-keltski korijen glagola *kwrin kupiti, koji je u velškom postao pryn, a u staroirskome cren. 
Druga postavka, koju brani na primjer McCone (1996), povezuje goidelski i britonski u granu otočnih keltskih jezika, dok su galski i keltiberski određeni kao kontinentalni keltski jezici. Sukladno s ovom teorijom, promjena zvuka [kw] u [p], u P-keltskim jezicima dogodila se samostalno ili prostorno. Predlagači otočno keltske postavke ukazuju na ostale zajedničke inovacije među otočnim keltskim jezicima, uključujući flektirane prepozicije, VSO poredak riječi i leniciju međusamoglasnički *m u *β̃, nazalizirani zvučni bilabijalni frikativ (iznimno rijedak glas). Doduše ne postoji nikakva pretpostavka da kontinentalni keltski jezici potječu od zajedničkog kontinentalnoga prakeltskog pretka. Radije, otočno/kontinentalna pretpostavka obično smatra keltiberski jezik prvom granom koja se odvojila od zajedničkog proto-keltskog, a preostala bi se grupa tek kasnije bila podijelila na galski i otočno keltski.
Postoje znanstveni argumenti u koriste obiju, otočno keltske pretpostavke i P-keltske/Q-keltske pretpostavke. Predlagači svake sheme osporavaju ispravnost i korisnost tuđih kategorija. Od 1970. kada se shvatilo da je keltiberski bio Q-keltski jezik, podjela na otočne i kontinentalne keltske je postalo rasprostranjenije mišljenje.
Kada se govori o modernim keltskim jezicima, jer nijedan kontinentalni keltski jezik nema zivuće nasljednike, Q-keltski jednak je goidelskom, a P-keltski jednak je britonskom.
Unutar indoeuropske jezične porodice, keltski su jezici nekada bili smješetni zajedno s italskim jezicima u zajedničku italokeltsku podobitelj, ta pretpostavka danas je većinom odbačena u korist nagađanja o dodiru govora među pretkeltskim i preditalskim zajednicama. Prihvaćajući otočno/kontinentalnu pretpostavku, rodoslovno stablo keltskih jezika bilo bi:
- proto-keltski ili zajednički keltski
  - kontinentalni keltski
    - galski
      - lepontski
      - norički
      - galaćanski

    - celtiberski

  - otočni keltski
    - goidelski
      - primitivni iski
      - staroirski
      - srednjeirski
        - irski
        - škotski gaelski
        - manski

    - britonski
      - piktski
      - britanski
        - kumbrijski
        - starovelški
          - srednjevelški
            - velški

        - jugozapadni britonski
          - bretonski
          - kornijski.

Prihvaćajući P-keltsku/Q-keltsku pretpostavku, keltska jezična porodica bila bi organizirana ovako:
- proto-keltski ili zajednički keltski
  - P-keltski
    - galski
      - lepontski
      - norički
      - galaćanski

    - britonski
      - piktski
      - britanski
      - kumbrijski
      - starovelški
      - srednjevelški
      - velški
      - jugozapadni britonski
      - bretonski
      - kornijski

  - Q-keltski
    - celtiberski
    - goidelski
      - primitivni irski
      - staroirski
      - srednji irski
        - irski
        - škotski gaelski
        - manski.

## Vanjske poveznice
- Ethnologue (14th)
- Ethnologue (15th)
- Tree for Celtic[neaktivna poveznica]